# 7263 Takayamada
7263 Takayamada (1995 DP) là một tiểu hành tinh vành đai chính được phát hiện ngày 21 tháng 2 năm 1995 bởi T. Kobayashi ở Oizumi.